# Terengganu Cycling Team/Saison 2013
Dieser Artikel listet Erfolge und Fahrer des Radsportteams Terengganu in der Saison 2013 auf.

## Erfolge in der UCI Asia Tour
| Datum        | Rennen                                             | Kat. | Sieger                        |
| ------------ | -------------------------------------------------- | ---- | ----------------------------- |
| 20. März     | 3. Etappe Tour de Taiwan                           | 2.1  | Mohd Shahrul Mat Amin         |
| 20. Juni     | Malaysische Meisterschaft – Einzelzeitfahren (U23) | CN   | Nur Amirul Fakhruddin Marzuki |
| 22. Juni     | Malaysische Meisterschaft – Straßenrennen          | CN   | Mohd Shahrul Mat Amin         |
| 22. Juni     | Malaysische Meisterschaft – Straßenrennen (U23)    | CN   | Nur Amirul Fakhruddin Marzuki |
| 28. Juni     | 3. Etappe Jelajah Malaysia                         | 2.2  | Mohd Harrif Saleh             |
| 20. August   | 3. Etappe Tour of Borneo                           | 2.2  | Mohd Harrif Saleh             |
| 15. Dezember | CFI International Race 1 – Mumbai                  | 1.2  | Nur Amirul Fakhruddin Marzuki |
| 17. Dezember | CFI International Race 2 – Jaipur                  | 1.2  | Anwar Azis Muhd Shaiful       |
| 22. Dezember | CFI International Race 3 – Delhi                   | 1.2  | Mohd Nor Umardi Rosdi         |

## Abgänge – Zugänge
| Zugänge                             | Team 2012 | Abgänge                  | Team 2013          |
| ----------------------------------- | --------- | ------------------------ | ------------------ |
| Muhammad Zulhilmie Afif Ahmad Zamri | Neoprofi  | Chan Jae Jang            | Champion System    |
|                                     |           | Do Hyeong Kim            | Matrix Powertag    |
|                                     |           | Shinichi Fukushima       | Team Nippo-De Rosa |
|                                     |           | Muhammad Shobry Abdullah | Unbekannt          |

## Mannschaft
| Name                                | Geburtstag         | Nationalität |
| ----------------------------------- | ------------------ | ------------ |
| Faiz Syarifuddin Abd Kadir          | 19. Januar 1990    | Malaysia     |
| Muhammad Zulhilmie Afif Ahmad Zamri | 10. März 1992      | Malaysia     |
| Nur Amirul Fakhruddin Marzuki       | 24. Januar 1992    | Malaysia     |
| Mohd Shahrul Mat Amin               | 6. September 1989  | Malaysia     |
| Mohammad Saufi Mat Senan            | 10. Oktober 1990   | Malaysia     |
| Anwar Azis Muhd Shaiful             | 19. Juli 1986      | Malaysia     |
| Mohd Nor Umardi Rosdi               | 11. August 1986    | Malaysia     |
| Mohd Harrif Saleh                   | 15. September 1988 | Malaysia     |
| Mohd Zamri Saleh                    | 10. Dezember 1983  | Malaysia     |
| Yusrizal Usoff                      | 27. August 1990    | Malaysia     |